# Йемен на летних Олимпийских играх 2004
Йемен принимал участие в Летних Олимпийских играх 2004 года в Афинах (Греция) в четвёртый раз за свою историю, но не завоевал ни одной медали. Страну представляли три спортсмена, принявшие участие в соревнованиях по лёгкой атлетике, плаванию и тхэквондо.

## Лёгкая атлетика
Спортсменов — 1
Мужчины
| Спортсмен       | Вид  | Забег     | Забег | Четвертьфинал | Четвертьфинал | Полуфинал | Полуфинал | Финал     | Финал     |
| Спортсмен       | Вид  | Результат | Место | Результат     | Место         | Результат | Место     | Результат | Место     |
| --------------- | ---- | --------- | ----- | ------------- | ------------- | --------- | --------- | --------- | --------- |
| Саид Аль-Адреаи | 400м | 49,39     | 8     | Не прошёл     | Не прошёл     | Не прошёл | Не прошёл | Не прошёл | Не прошёл |

## Плавание
Спортсменов - 1
Мужчины
| Спортсмен    | Вид               | Заплыв    | Заплыв | Полуфинал | Полуфинал | Финал     | Финал     |
| Спортсмен    | Вид               | Результат | Место  | Результат | Место     | Результат | Место     |
| ------------ | ----------------- | --------- | ------ | --------- | --------- | --------- | --------- |
| Мохамед Саад | 50м вольный стиль | 29,97     | 80     | Не прошёл | Не прошёл | Не прошёл | Не прошёл |

## Тхэквондо
Спортсменов - 1
Мужчины
| Спортсмен     | Категория | 1/8                              | Четвертьфинал        | Полуфинал            | Утешительный раунд 1 | Утешительный раунд 2 | Бой за третье место  | Финал                |
| Спортсмен     | Категория | Соперник Результат               | Соперник Результат   | Соперник Результат   | Соперник Результат   | Соперник Результат   | Соперник Результат   | Соперник Результат   |
| ------------- | --------- | -------------------------------- | -------------------- | -------------------- | -------------------- | -------------------- | -------------------- | -------------------- |
| Акрам Абдулла | 58 кг     | Александр Шапошник (UKR) Пор 5:7 | Закончил выступление | Закончил выступление | Закончил выступление | Закончил выступление | Закончил выступление | Закончил выступление |